# Viktor Granath
Viktor Erik Vidar Granath (Skövde, 3 aprile 1994) è un calciatore svedese, attaccante del Skara.

## Biografia
Due suoi fratelli minori sono anch'essi calciatori professionisti: Gustav, di ruolo difensore, e Villiam, centrocampista.

## Carriera
Viktor è cresciuto nell'IF Tymer, piccola squadra con sede a Timmersdala, sul territorio del comune di Skövde. Tra il 2011 e il 2012 ha giocato 41 partite in prima squadra in Division 5, il settimo livello del calcio svedese. Nel 2013 è salito di una categoria approdando all'Ulvåkers IF, in sesta serie, dove ha realizzato 6 reti in 17 presenze. Nel 2014 ha invece fatto parte del Tibro AIK, con cui ha disputato 23 incontri nella quarta serie nazionale, siglando 5 gol.
La stagione 2015 lo ha visto iniziare quella che è stata poi una lunga parentesi allo Skövde AIK, il principale club del comune in cui egli è nato. Al momento del suo arrivo, la squadra disputava la quarta serie, ma al termine del campionato di Division 2 2016 ha conquistato la promozione in Division 1 grazie anche ai 7 gol in 22 presenze da parte del giocatore. Rimasto in rosa anche negli anni a seguire, Granath ha trascinato lo Skövde AIK ad una seconda promozione in occasione del campionato di Ettan 2021, quando ha segnato 24 gol in 30 partite che hanno permesso ai biancorossi di chiudere secondi oltre ad aver firmato una rete nelle due partite di spareggio contro l'Akropolis che di fatto hanno decretato il salto di categoria. A fine anno ha lasciato la squadra dopo le sette stagioni trascorse.
Nonostante la partenza dal neopromosso Skövde AIK, Granath ha comunque disputato la Superettan 2022 (la prima edizione del campionato cadetto della sua carriera) essendosi accordato con il Västerås SK. Ha giocato tutte e 30 le partite in calendario, eguagliando il bottino dell'anno precedente con anche in questo caso 24 reti all'attivo che lo hanno reso capocannoniere. Oltre a ciò, è stato anche eletto miglior attaccante e miglior giocatore di quell'edizione dell'intero torneo.
Queste prestazioni hanno attirato l'attenzione di alcuni club di Allsvenskan, tanto che nel gennaio 2023 si è trasferito a titolo definitivo al neopromosso Halmstad. Alla sua partita nella massima serie svedese, giocata il 2 aprile 2023 (giorno prima del suo ventinovesimo compleanno) in casa contro l'AIK, Granath ha esordito con un gol contribuendo alla vittoria per 2-1 della sua squadra. Ha terminato il suo primo campionato di Allsvenskan con un totale di 9 reti in 29 presenze.
Granath ha cominciato all'Halmstad anche l'Allsvenskan 2024, tuttavia a stagione in corso, precisamente il 5 luglio, è stato ceduto a titolo definitivo al suo vecchio club, il Västerås SK, il quale nel frattempo stava militando nella massima serie da neopromosso pur stazionando in quel momento all'ultimo posto in classifica. Il giorno seguente il club biancoverde ha annunciato anche l'arrivo di suo fratello Gustav. Le sue 5 reti in 17 presenze non sono tuttavia bastate per evitare l'ultimo posto e la retrocessione.

## Palmarès

### Individuale
- Capocannoniere della Superettan: 1

2022 (24 reti)